# Diamesa bertrami
Diamesa bertrami är en tvåvingeart som beskrevs av Edwards 1935. Diamesa bertrami ingår i släktet Diamesa och familjen fjädermyggor.
Artens utbredningsområde är Grönland. Arten är reproducerande i Sverige. Inga underarter finns listade i Catalogue of Life.